# Gerhard Böhm (Künstler)
Gerhard Böhm (* 11. September 1930 in Crailsheim/Württemberg; † 5. November 2023) war ein deutscher Maler und Grafiker.

## Leben und Werk
Das Abitur machte Gerhard Böhm 1950 am Gymnasium in von seinem Geburtsort 30 km entfernten Schwäbisch Hall. Sein Studium an der Akademie der Bildenden Künste in Stuttgart bei Gerhard Gollwitzer, Karl Rössing und Willi Baumeister schloss er 1956 mit einem Staatsexamen für das künstlerische Lehramt ab. 1957 begann er eine Lehrtätigkeit in Lichtenfels und Münchberg. Von 1971 bis 1993 war er Professor für Produktdesign Textil an der Abteilung Münchberg der Fachhochschule Coburg / Hof.
Künstlerisch betätigte er sich in den Bereichen Malerei, freie Grafik, Zeichnung, Objektkunst und Kunst am Bau tätig. Er bevorzugte zyklische Gestaltungen in Zeichnung, Grafik und Malerei. Im Berufsverband Bildender Künstler (BBK) Ober- und Unterfranken, sowie in den Kunstvereinen Bamberg, Kulmbach und Bayreuth war er Mitglied.
In seinem letzten Wohnort Himmelkron sind Werke von ihm in der Baille-Maille-Lindenallee und im Stiftskirchenmuseum vorhanden. Für den Sitzungsaal des Rathauses hat die Gemeinde einen siebenteiligen Bilderfries mit Darstellungen aus sieben Jahrhunderten Himmelkroner Ortsgeschichte erworben, sowie das von ihm geschaffenes Emblem zur 700-Jahr-Feier. Die künstlerische Ausstattung der 1997 eingeweihten Autobahnkirche Himmelkron ist weitgehend sein Werk.
Weitere Arbeiten u. a.:
Bayerische Staatsgemäldesammlung München, ehemaliges Bundeskanzleramt Bonn, Universität Stuttgart, Städte Bamberg, Bayreuth, Erlangen, Münchberg, Stadtgeschichtliches Museum Nürnberg, Rehaklinik Bad Steben, FH Coburg, Firmen Frenzelit Bad Berneck, Sandler AG Schwarzenbach/Saale, Temafa Bergisch-Gladbach, Univac Rom

## Auszeichnungen
- Träger der Himmelkroner Gemeindemedaille

- Kulturpreis der des Landkreises Kulmbach[6]

## Gruppen- und Einzelausstellungen
- 1954 Stuttgart, Kunstgebäude, Akademieausstellung
- 1954 Mailand, Brera, dto
- 1959 Bamberg, Galerie Anton Rauh
- 1960 Bamberg, Neue Residenz, „Neue Gruppe“
- 1960 Wuppertal, Woensampresse
- 1965 München, Haus der Kunst, „Große Kunstausstellung“
- 1967 München, Secession
- 1967 Rheine, Kleine Galerie im Hans Niermannhaus
- 1967 Bamberg, Neue Residenz, „Hommage à ETA Hoffmann“
- 1978 Kronach, Städtische Galerie Rathaus
- 1978 Bamberg, Kunstverein Theaterfoyer
- 1980 Augsburg, Dr. Laukaitis
- 1984 Bayreuth, Eremitage
- 1984 Nürnberg, Burg, „Fränkische Kunst 84“
- 1985 Nürnberg, Albrecht-Dürer-Haus, „Farbradierungen“, Wanderausstellung durch Europa
- 1985 Erlangen, Stadtwerke
- 1987 Bayreuth, Casinogalerie
- 1987 Bamberg, Foyer ETA-Hoffmann-Theater, Illustration „DIALOG“
- 1987 Kulmbach, Plassenburg
- 1989 Hof, Hypogalerie
- 1989 Kulmbach, Plassenburg
- 1989 Bayreuth,  Eremitage
- 1990 Himmelkron, Stiftskirchenmuseum
- 1990 Augsburg, Holbeinhaus, Wanderausstellung „Farbradierungen“
- 1990 Wunsiedel, Fichtelgebirgshalle, „Kultursommer“
- 1990 Pardubice, Tschechien, Kulturzentrum
- 1990 Veszprem, Ungarn, Laczko Dezso Museum
- 1991 Nürnberg, Schloss Stein, Objekt „Fahnenstuhl“
- 1992 Bamberg, Dessauer Villa, „Figur Portrait“
- 1993 Eger (Chep), Festivall EUROPA MITTE
- 1993 Würzburg, Mainfrankenmesse
- 1993 Münchberg, Fabrik Sorge, „Kunst aus Franken“
- 1994 Hof, Landesgartenschau, Objekt „Stangenwald“
- 1994 Hof, Praxis Dr. Eitschberger
- 1995 Bayreuth, Eremitage
- 1997 Lichtenfels, Stadtschloss
- 1998 Bayreuth, Eremitage
- 1999 Bamberg, Diözesanmuseum
- 1999 Bayreuth, Eremitage
- 2000 Bamberg, Villa Dessauer, Kunstverein
- 2002 Hof, Galerie im Gerstenboden, Kunstverein
- 2002 Wunsiedel, Fichtelgebirgshalle
- 2004 Münchberg, Bürgerzentrum
- 2004 Himmelkron, Projekt „Kunst in der Lindenallee“
- 2005 Himmelkron, Stiftskirchenmuseum
- 2005 Himmelkron, Autobahnkirche, Begegnungsstätte
- 2006 Hof, Theresienstein, Kunstverein
- 2007 Kynšperk, Tschechien, Stadthaus
- 2008 Kulmbach, Plassenburg
- 2008 Kulmbach, Petrikirche, „Thematika“
- 2009 Bamberg, Villa Dessauer, „E.T.A. Hoffmann“
- 2012 Kulmbach, Ausstellungsräume, Bayerisches Brauerei- & Bäckereimuseum, Kunstverein
- 2014 Bayreuth, Ausstellungshalle, Neues Rathaus, Kunstverein
- 2016 Himmelkron, Stiftskirche (Ritterkapelle)[7]

## Publikationen
- Gerhard Böhm, Text Martina Ruppert: Kunst in Himmelkron. Werke im öffentlichen Raum der Gemeinde und Kirchen in Himmelkron. Hrsg.: Gemeinde Himmelkron. 250. Auflage. Firma Franken-Grafik & Druck, Stadtsteinach 2016, ISBN 978-3-00-053027-2 (47 S.). Bayerische Staatsbibliothek
- Gerhard Böhm: Bilder, Zeichnungen, Grafik, Objekte. Beispiele aus vier Jahrzehnten. Repro, Druck und Bindung H. O. Schulze, Lichtenfels, Stadtsteinach 1997, DNB 949910295 (117 S.).

## Kataloge
- „Notizen“ Mappe, Verlag Schrift und Bild, Hildesheim
- „Große Kunstausstellung“, Haus der Kunst München, Süddeutscher Verlag München Secession 1965, 1966, 1967
- „Farbradierung-Colour Etchings“, Stadtgeschichtliche Museen Nürnberg, Dr. Karl Heinz Schreyl, 1985, Verlag Hans Carl Nürnberg ISBN 3-418-00325-7 geb.
- „Gesamtkatalog 1986-87“, Casino-Galerie Bayreuth
- „Figur-Portrait“, Villa Dessauer 1992 Bamberg, BBK Oberfranken
- „Festival Mitte Europa“, Staatliche Galerie der bildenden Kunst in Eger (Chep) 1993, ISBN 80-85016-22-2
- „Jahresgaben 1920–1974“, Kunstverein Bamberg, Meisenbach-Verlag und Druck 1974, ISBN 387525-030-3 / S. 46 ff
- „Bayreuther Kunstausstellung“, des Kunstvereins Bayreuth in der Eremitage, 1979, 1985, 91, 1993 und 1994
- „Kunstverein Bamberg“, 1823–1993, Seiten 87/88/97/103/129, Verlag M. Meisenbach Bamberg, ISBN 3-87525-064-8[7]